# Lithobates maculatus
Espèce
Synonymes
- Rana maculata Brocchi, 1877
- Rana melanosoma Günther, 1900
- Rana maculata krukoffi Smith, 1959

Statut de conservation UICN

 LC  : Préoccupation mineure
Lithobates maculatus est une espèce d'amphibiens de la famille des Ranidae.

## Répartition
Cette espèce se rencontre, :
- au Nicaragua ;
- au Honduras ;
- au Salvador ;
- au Guatemala ;
- en Oaxaca et au Chiapas dans le sud du Mexique.

## Publication originale
- Brocchi, 1877 : Sur quelques Batrachiens RANIFORMES et BUFONIFORMES de l'Amérique Centrale. Bulletin de la Société Philomathique de Paris, sér. 7, vol. 1, p. 175-197 (texte intégral).